# Alexsander Christian Gomes da Costa
Alexsander Christian Gomes da Costa (Río de Janeiro, 8 de octubre de 2003), conocido solo como Alexsander, es un futbolista brasileño. Juega de centrocampista y su equipo es el Atlético Mineiro del Campeonato Brasileño de Serie A.

## Trayectoria
Graduado de las inferiores del Fluminense, Alexsander firmó contrato con el club en octubre de 2021.
Debutó en el Campeonato Brasileño de Serie A el 5 de noviembre de 2022 en la victoria por 3-1 sobre São Paulo.
En agosto de 2024 se confirmó su traspaso por 9,00 mill. € al Al-Ahli Saudi F. C. de la Liga Profesional Saudí, donde firmó por las siguientes tres temporadas. Sin embargo, tan solo cumplió una de ellas en la que participó en diecisiete partidos y ganó la Liga de Campeones Élite de la AFC.
En julio de 2025 volvió a Brasil después de fichar por Atlético Mineiro con un contrato hasta 2029.

## Selección nacional
Fue citado al Campeonato Sudamericano Sub-20 de 2023

## Estadísticas

### Clubes
Actualizado al último partido disputado el 17 de mayo de 2025.
| Club                               | Div.          | Temporada     | Liga  | Liga  | Liga estatal | Liga estatal | Copas nacionales | Copas nacionales | Copas internacionales | Copas internacionales | Total | Total |
| Club                               | Div.          | Temporada     | Part. | Goles | Part.        | Goles        | Part.            | Goles            | Part.                 | Goles                 | Part. | Goles |
| ---------------------------------- | ------------- | ------------- | ----- | ----- | ------------ | ------------ | ---------------- | ---------------- | --------------------- | --------------------- | ----- | ----- |
| Fluminense · Brasil                | 1.ª           | 2022          | 3     | 0     | 0            | 0            | 0                | 0                | 0                     | 0                     | 3     | 0     |
| Fluminense · Brasil                | 1.ª           | 2023          | 19    | 0     | 7            | 2            | 2                | 0                | 8                     | 0                     | 36    | 2     |
| Fluminense · Brasil                | 1.ª           | 2024          | 15    | 0     | 4            | 0            | 2                | 0                | 4                     | 0                     | 25    | 0     |
| Fluminense · Brasil                | Total club    | Total club    | 37    | 0     | 11           | 2            | 4                | 0                | 12                    | 0                     | 64    | 2     |
| Al-Ahli Saudi F. C. Arabia Saudita | 1.ª           | 2024-25       | 10    | 0     | ―            | ―            | 0                | 0                | 7                     | 0                     | 17    | 0     |
| Al-Ahli Saudi F. C. Arabia Saudita | Total club    | Total club    | 10    | 0     | 0            | 0            | 0                | 0                | 7                     | 0                     | 17    | 0     |
| Atlético Mineiro · Brasil          | 1.ª           | 2025          | 0     | 0     | ―            | ―            | 0                | 0                | 0                     | 0                     | 0     | 0     |
| Atlético Mineiro · Brasil          | Total club    | Total club    | 0     | 0     | 0            | 0            | 0                | 0                | 0                     | 0                     | 0     | 0     |
| Total carrera                      | Total carrera | Total carrera | 47    | 0     | 11           | 2            | 4                | 0                | 19                    | 0                     | 81    | 2     |

## Palmarés

### Campeonatos estatales
| Título             | Equipo           | Estado         | Año  |
| ------------------ | ---------------- | -------------- | ---- |
| Campeonato Carioca | Fluminense F. C. | Río de Janeiro | 2023 |

### Campeonatos internacionales
| Título                            | Equipo              | Sede           | Año     |
| --------------------------------- | ------------------- | -------------- | ------- |
| Campeonato Sudamericano Sub-20    | Brasil sub-20       | Colombia       | 2023    |
| Copa Libertadores                 | Fluminense F. C.    | Río de Janeiro | 2023    |
| Recopa Sudamericana               | Fluminense F. C.    | Río de Janeiro | 2024    |
| Liga de Campeones Élite de la AFC | Al-Ahli Saudi F. C. | Yeda           | 2024-25 |